# 圣西芒 (尼萨)
圣西芒是葡萄牙波塔莱格雷区的一个堂区。总面积27.83平方公里，总人口156人，人口密度5.6人/平方公里。